# Nabucco (opera)
A Nabucco (korábban Nabuccodonosor) Giuseppe Verdi egyik legnépszerűbb, négyfelvonásos operája. Szövegkönyvét Temistocle Solera írta Anicet-Bourgeois és Francis Cornu bibliai témájú története alapján. Ősbemutatójára 1842. március 9-én került sor a milánói Teatro alla Scalában. Magyarországon 1847. január 2-án mutatták be a Nemzeti Színházban. A Nabucco premierjének hatalmas sikerével Verdi az európai zeneszerzők élvonalába került. A darab leghíresebb kórusműve a Va' pensiero (Rabszolgák kórusa), mely hazafias szövege miatt az olaszok egyik kedvelt dala lett az 1848-as forradalom során. A címszereplő II. Nabú-kudurri-uszur babiloni király.

## Szereplők
| Szereplő                                      | Hangfekvés                |
| --------------------------------------------- | ------------------------- |
| Nabucco, Babilónia királya                    | bariton                   |
| Izmáel, Jeruzsálem királyának unokaöccse      | tenor                     |
| Zakariás, a zsidók főpapja                    | basszus                   |
| Abigél, rabszolganő, Nabucco legidősebb lánya | szoprán                   |
| Fenéna, Nabucco lánya                         | mezzoszoprán              |
| Baál főpapja                                  | basszus                   |
| Anna, Zakariás nővére                         | szoprán vagy mezzoszoprán |
| Abdalló, a babiloni király tisztje            | tenor                     |
| Babilóniaiak és zsidók                        |                           |

## Cselekménye
Helyszín: Jeruzsálem és Babilon
Idő: i. e. 587-586

### Első felvonás
Salamon temploma Jeruzsálemben
A zsidók Jahvehez fohászkodnak, hogy mentse meg őket a babiloni seregektől. Zakariás főpap túszként fogva tartja Fenénát, Nabucco babiloni király lányát. Fenéna egykor megmentette a fogságból Izmáelt, a zsidók királyának unokaöccsét és követte őt Jeruzsálembe. Most Izmáel ugyanezt akarja tenni, de útját állja Abigél, aki Nabucco elsőszülött lányának tartja magát. Abigél zsidónak álcázva bejut a templomba és felajánlja, hogy megmenti, de segítségét és egyben szerelmét elutasítja Izmáel. A lány bosszút esküszik. Nabucco elfoglalja a templomot. Zakariás azzal fenyegetőzik, hogy megöli Fenénát, de Izmáel közbelép. A templomot kifosztják, a zsidókat rabságba hurcolják. Izmáelt a zsidók hazaárulónak bélyegzik meg.

### Második felvonás
Első jelenet
Lakóhelyiségek a babiloni palotában
Nabucco Fenénát régensnővé nevezte ki és folytatja háborúját a zsidók ellen. Baál papjai fenyegetve érzik magukat a zsidóbarát Fenéna által. Abigél, aki időközben megtudja, hogy tulajdonképpen egy rabszolganő gyermeke és nem Nabucco lánya, szövetkezik a főpapokkal és azt az álhírt terjeszti, hogy a király elesett a háborúban.
Második jelenet
Terem a királyi palotában
Zakariás áttéríti Fenénát a zsidó vallásra. Izmáelt a törzse halálra ítéli, de Fenéna áttérése megmenti őt, hiszen ilyenformán egy zsidó nőnek segített, ami nem bűn. Nabucco halálhírétől megtévesztve a babiloniak Abigélt akarják királynőnek. Miközben Abigél Fenénától a koronát követeli, közbelép Nabucco, káromolja a babiloni isteneket és a zsidók istenét és azt parancsolja, őt imádják istenként. Ebben a pillanatban lecsap egy villám és a király megőrül.

### Harmadik felvonás
Első jelenet
Babiloni függőkertek
Abigél királynőként fogadja a hódolókat. A főpap eléje teszi a zsidók és Fenéna halálos ítéletét. Az elmeháborodott Nabucco felfedezi, hogy trónját elfoglalták, de Abigél meggyőzi őt, hogy minden a javára történik és aláíratja vele a halálos ítéleteket. Amikor Nabucco rájön, hogy ez egyben leánya, Fenéna halálát is jelenti, meg akarja fosztani Abigélt a koronától és fel akarja fedni előtte valódi származását, de Abigél tönkreteszi a terhelő iratokat.
Második jelenet
Az Eufrátesz partján
A zsidók szabadságuk és hazájuk elvesztésén keseregnek. Zakariás ellenállásra szólítja fel őket és megjövendöli Babilon pusztulását.

### Negyedik felvonás
Első jelenet
A babiloni királyi palota
Abigél parancsára letartóztatják Nabuccót. A királyt rémálmok gyötrik: hangok riasztják fel álmából és azt hiszi, hogy még mindig hadban áll a zsidókkal. Amikor megérti, hogy leányát, Fenénát kísérik a vesztőhelyre, a zsidók istenéhez könyörög bocsánatért és segítségért. Elméje kitisztul és néhány hozzá hű katonával elindul lánya megmentésére.
Második jelenet
A babiloni függőkertek
Kezdődik az áldozati szertartás. Nabucco időben megérkezik katonáival és megparancsolja a zsidók szabadon engedését és Baál bálványának ledöntését. Abigél meghal (megmérgezi magát), de előtte a zsidók és Fenéna bocsánatát kéri.

## Híres áriák, kórusművek

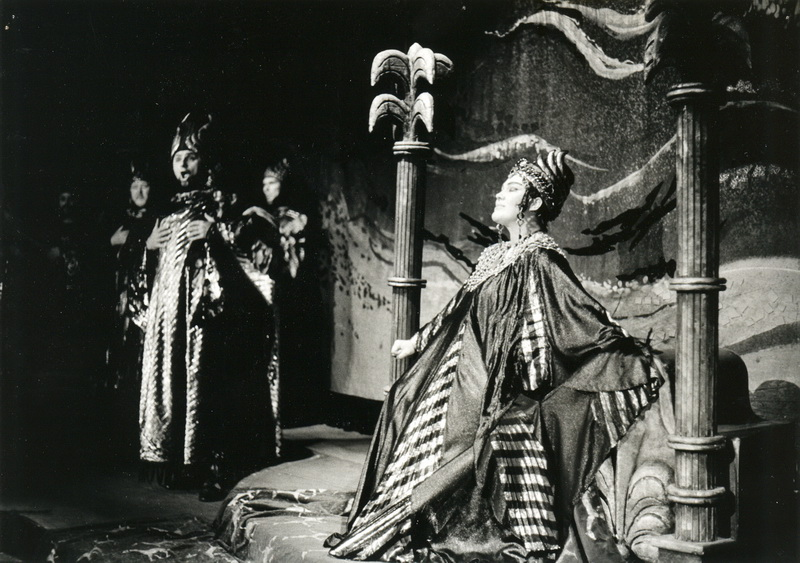
Jelenet a Magyar Állami Operaház előadásából

- Mio furore, non più costretto – Nabucco áriája (első felvonás)
- Ben'io t'invenni, o fatal scritto! – Abigél áriája (második felvonás)
- Vieni, o Levita – Zakariás imája (második felvonás)
- È l'Assiria una regina – Abigél hódolóinak kórusa (harmadik felvonás)
- Va', pensiero, sull'ali dorate – zsidók kórusa (harmadik felvonás)
- Dio di Giuda, perdono! – Nabucco imája (negyedik felvonás)